# Звезда S-типа
Звезда S-типа — звезда-гигант позднего спектрального класса S (близка по свойствам к звёздам-гигантам класса K5-M), в спектре которых наблюдаются линии оксида циркония в дополнение к линиям оксида титана, которые характерны для звёзд класса К и М, именно поэтому их ещё называют «циркониевые звёзды». Также в результате S-процесса повышается количество таких элементов, как например, оксид иттрия и технеций, что ясно указывает на захват нейтронов элементами 5-го и более старших периодов периодической таблицы химических элементов. У этих звёзд также могут быть особенности в распределении циана и лития. Большинство этих звёзд — долгопериодические переменные.
Было высказано предположение, что большинство S-звёзд находятся на промежуточной стадии звёздной эволюции и лежат на асимптотической ветви звёзд-гигантов (AGB-звёзды), превращаясь из обычных гигантов спектрального класса М в углеродные звёзды класса CN. AGB-звёзды, как правило, черпают энергию из горения водорода в тонкой оболочке, окружающей инертное ядро, но во время «температурных пульсаций» снова может зажечься гелиевая оболочка.

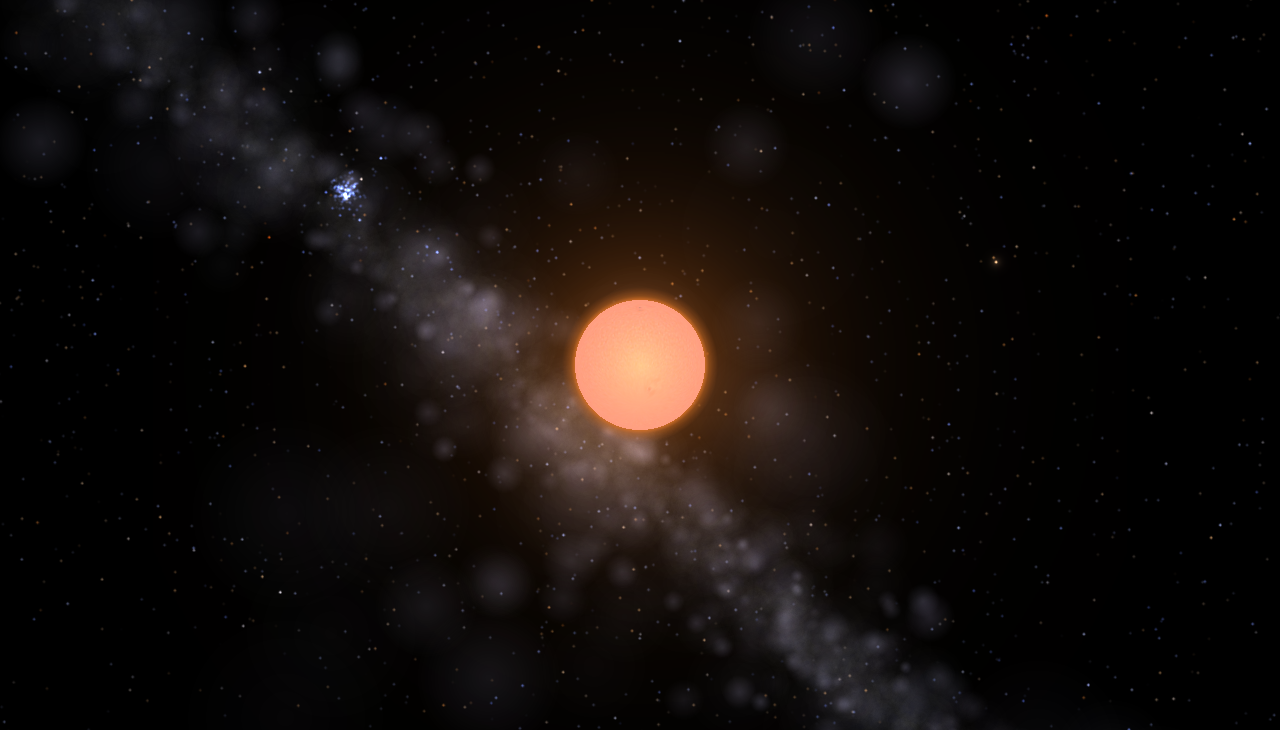
χ Лебедя. Так звезда S-типа будет выглядеть с расстояния 48 а. е.. Компьютерная симуляция в программе Celestia.

Другие S-звёзды (т. н. «внешние» S-звёзды) могут быть определены, как более холодные версии бариевых звёзд, где углеродсодержащие элементы и элементы, возникающие в результате S-процесса, наблюдаемые в спектрах звёзд, являются остатками массообмена между членами двойной звёздной системы. В таких системах в настоящее время не синтезируются избыточного углерода и не идёт S-процесс, так что, скорее всего, весь материал был синтезирован на более ранних стадиях звёздной эволюции спутника, который был в то время углеродной звездой. Мы наблюдаем эти системы долгое время спустя после массообмена, когда спутник уже превратился в белого карлика.
S-звёзды, как правило, более красные, чем их аналоги типа K и М с теми же температурами фотосферы. Мирида Хи Лебедя является (во время максимальной яркости) самой яркой звездой S-типа (до 3.3m), которая меняет спектр во время вспышек от S7 до S10, который обогащён цирконием, титаном и оксидом ванадия, и иногда доходит до спектра промежуточного типа MS. Также к этому классу относится S Большой Медведицы. HR 1105 является примером «внешней» звезды S-типа.

## Известные звёзды S-типа
| Звезда              | Альтернативное обозначение | Звёздная величина | Переменность            |
| ------------------- | -------------------------- | ----------------- | ----------------------- |
| BD Жирафа           | HR 1105                    | 5,11              | Симбиотическая звезда   |
| π1 Журавля          | HD 212087                  | 6,14              | Пульсирующая переменная |
| HR Пегаса           | HD 216672                  | 6,47              |                         |
| Хи Лебедя           | HD 187796                  | 6,80              | Мирида                  |
| S Большой Медведицы | HD 110813                  | 7,40              | Мирида                  |
| V1261 Ориона        | HD 35155                   | 6,87              | Затменная переменная    |
| R Малого Пса        | HD 54300                   | 7,25              | Мирида                  |
| R Андромеды         | HD 1967                    | 7,39              | Мирида                  |
| V Рака              | HD 70276                   | 7,50              | Мирида                  |
| R Рыси              | HD 51610                   | 7,56              | Мирида                  |
| R Близнецов         | HD 53791                   | 7,68              | Мирида                  |
| S Кассиопеи         | HD 7769                    | 7,90              | Мирида                  |

Примечание: Таблица составлена на основе данных SIMBAD